# 郑州市中原区伏牛路第五小学
郑州市中原区伏牛路第五小学，是中国河南省郑州市的一所小学，位于河南省郑州市中原区秦岭路101号。

## 沿革
原位于中原区岗坡路2号院36号，原名为郑州市煤矿机械厂子弟小学，隶属于郑州煤矿机械厂。2000年3月，学校移交中原区政府管理，更名为中原区伏牛路第五小学。